# Ben-my-Chree (Schiff, 1998)
Die Ben-my-Chree ist eine Ro-Pax-Fähre der Isle of Man Steam Packet Company. Das Schiff wird auf der Route zwischen Douglas auf der Isle of Man und Heysham in England eingesetzt. Zeitweise verkehrt es auch zwischen Douglas und Birkenhead.

## Geschichte
Das Schiff wurde unter der Baunummer 971 auf der niederländischen Werft Van der Giessen-De Noord gebaut. Die Kiellegung fand am 28. Oktober 1997, der Stapellauf am 4. April 1998 statt. Die Fertigstellung erfolgte am 3. Juli 1998. Die Baukosten beliefen sich auf £24 Millionen.

## Technische Daten und Ausstattung
Der Antrieb des Schiffes erfolgt durch zwei Caterpillar-Dieselmotoren (Typ: MaK 9M32) mit jeweils 4.320 kW Leistung. Die Motoren wirken über Untersetzungsgetriebe auf zwei Verstellpropeller. Die Geschwindigkeit des Schiffes ist mit 19 kn angegeben. Das Schiff ist mit zwei Bugstrahlrudern ausgestattet.
Für die Stromerzeugung stehen zwei Wellengeneratoren von Leroy-Somer zur Verfügung, die über je eine Abtriebswelle von den Hauptmaschinen angetrieben werden. Sie leisten jeweils 1.160 kW. Zusätzlich stehen drei Dieselgeneratorensätze zur Verfügung, bei denen die Generatoren von MAN-B&W-Dieselmotoren (Typ: 6L16/24) mit je 515 kW Leistung angetrieben werden.
Das Schiff verfügt über zwei Ro-Ro-Decks, das untere, geschlossene Ro-Ro-Deck, das auf den Hauptdeck liegt, und das darüberliegende, teilweise offene Ro-Ro-Deck. Die lichte Höhe der Decks beträgt zwischen 4,90 und 5,20 Meter. Insgesamt stehen 1.235 Spurmeter zur Verfügung. Die beiden Ro-Ro-Decks sind über eine Rampe miteinander verbunden. Das Hauptdeck ist über eine Heckrampe zugänglich. Die Zufahrt zum Hauptdeck ist 12 Meter breit und 5,4 Meter hoch. Sie ist auf See durch die Heckrampe verschlossen, die insgesamt 12 Meter lang ist.
An Bord stehen 20 Anschlüsse für Lkw bzw. Trailer mit temperaturgeführter Ladung zur Verfügung.
Das Schiff war zunächst für 500 Passagiere zugelassen. Aus Platzgründen waren jedoch maximal rund 350 Passagiere während einer Überfahrt an Bord. Anfang 2004 wurde das Schiff insbesondere im Bereich der Aufbauten umgebaut und dabei weitere Passagierbereiche eingebaut. Die Passagierkapazität erhöhte sich dadurch auf über 600 Personen. Für 80 Passagiere stehen Vierbettkabinen zur Verfügung. Weiterhin sind Ruhesessel verfügbar. Die Besatzung besteht aus maximal 22 Personen, die in acht Einzelkabinen und 14 Doppelkabinen untergebracht sind.

## Sonstiges
Das Schiff basiert auf einem Entwurf für das italienische Viamare-Projekt. Von dem Entwurf wurden Anfang der 1990er-Jahre mehrere Ro-Ro-Schiffe auf niederländischen und italienischen Werften gebaut.
Der für den Bau des Schiffes veränderte Entwurf diente seinerseits später als Vorlage für den Bau zweier Fähren für Bornholmstrafikken, der Hammerodde und der Dueodde.